# Campeonato Gaúcho 2001
In 2001 werd het 81ste Campeonato Gaúcho gespeeld voor voetbalclubs uit de Braziliaanse staat Rio Grande do Sul. De competitie werd gespeeld van 6 januari tot 3 juni. Grêmio werd kampioen.

## Eerste fase
Grêmio, Internacional, Caxias en Juventude hadden een bye voor de eerste ronde. 
| Plaats | Club           | Wed. | W | G | V | Saldo | Ptn. |
| ------ | -------------- | ---- | - | - | - | ----- | ---- |
| 1.     | Pelotas        | 12   | 7 | 3 | 2 | 23:11 | 24   |
| 2.     | Santa Cruz     | 12   | 7 | 3 | 2 | 18:12 | 24   |
| 3.     | São José       | 12   | 7 | 1 | 4 | 19:11 | 22   |
| 4.     | Esportivo      | 12   | 5 | 5 | 2 | 27:17 | 20   |
| 5.     | Guarani        | 12   | 4 | 5 | 3 | 14:13 | 17   |
| 6.     | 15 de Novembro | 12   | 4 | 4 | 4 | 26:23 | 16   |
| 7.     | Passo Fundo    | 12   | 4 | 4 | 4 | 17:18 | 16   |
| 8.     | São Luiz       | 12   | 3 | 5 | 4 | 15:22 | 14   |
| 9.     | Veranópolis    | 12   | 4 | 1 | 7 | 17:21 | 13   |
| 10.    | São Paulo      | 12   | 2 | 6 | 4 | 12:15 | 12   |
| 11.    | Santo Ângelo   | 12   | 3 | 2 | 7 | 17:27 | 11   |
| 12.    | Novo Hamburgo  | 12   | 2 | 5 | 5 | 24:30 | 11   |
| 13.    | Avenida        | 12   | 2 | 4 | 6 | 14:25 | 10   |

|  | Gekwalificeerd voor tweede fase |
|  | Degradatie                      |

## Tweede fase

### Heenronde
| Plaats | Club          | Wed. | W | G | V | Saldo | Ptn. |
| ------ | ------------- | ---- | - | - | - | ----- | ---- |
| 1.     | Grêmio        | 7    | 6 | 1 | 0 | 18:6  | 19   |
| 2.     | Pelotas       | 7    | 4 | 0 | 3 | 9:9   | 12   |
| 3.     | São José      | 7    | 3 | 2 | 2 | 8:6   | 11   |
| 4.     | Juventude     | 7    | 3 | 2 | 2 | 11:9  | 11   |
| 5.     | Internacional | 7    | 3 | 2 | 2 | 14:13 | 11   |
| 6.     | Santa Cruz    | 7    | 2 | 2 | 3 | 7:9   | 8    |
| 7.     | Caxias        | 7    | 2 | 0 | 5 | 5:9   | 6    |
| 8.     | Esportivo     | 7    | 0 | 1 | 6 | 5:16  | 1    |

|  | Gekwalificeerd voor finale |

### Terugronde
| Plaats | Club          | Wed. | W | G | V | Saldo | Ptn. |
| ------ | ------------- | ---- | - | - | - | ----- | ---- |
| 1.     | Juventude     | 7    | 5 | 2 | 0 | 11:1  | 17   |
| 2.     | Caxias        | 7    | 4 | 1 | 2 | 8:7   | 13   |
| 3.     | Grêmio        | 7    | 3 | 3 | 1 | 11:4  | 12   |
| 4.     | Internacional | 7    | 2 | 4 | 1 | 5:4   | 10   |
| 5.     | Pelotas       | 7    | 2 | 3 | 2 | 6:10  | 9    |
| 6.     | Esportivo     | 7    | 2 | 0 | 5 | 4:12  | 6    |
| 7.     | São José      | 7    | 1 | 3 | 3 | 5:9   | 6    |
| 8.     | Santa Cruz    | 7    | 0 | 2 | 5 | 3:8   | 2    |

|  | Gekwalificeerd voor finale |

## Finale
|             |                               |       |                               |                                                                         |
| 27 mei Heen | Juventude                     | 2 – 3 | Grêmio                        | Estádio Alfredo Jaconi, Caxias do Sul Scheidsrechter: Fabiano Gonçalves |
| 27 mei Heen | Márcio 49' Leonardo Manzi 70' |       | 32' Zinho 50', 61' Marcelinho | Estádio Alfredo Jaconi, Caxias do Sul Scheidsrechter: Fabiano Gonçalves |

|              |                                                    |       |           |                                                                                |
| 3 juni Terug | Grêmio                                             | 3 – 1 | Juventude | Estádio Olímpico Monumental, Porto Alegre Scheidsrechter: Carlos Eugênio Simon |
| 3 juni Terug | Ânderson Polga 4' Marcelinho 54' Eduardo Costa 71' |       | 79' Dauri | Estádio Olímpico Monumental, Porto Alegre Scheidsrechter: Carlos Eugênio Simon |

## Kampioen
| Campeonato Gaúcho de 2001   |
| Rio Grande do Sul           |
| --------------------------- |
| GRÊMIO Kampioen (33° titel) |